# Tmesisternus gabrieli
Tmesisternus gabrieli là một loài bọ cánh cứng trong họ Cerambycidae.